# Lyperogryllacris moultoni
Lyperogryllacris moultoni är en insektsart som först beskrevs av Griffini 1911.  Lyperogryllacris moultoni ingår i släktet Lyperogryllacris och familjen Gryllacrididae. Inga underarter finns listade i Catalogue of Life.